# Kiss István (gimnáziumi tanár)
Kiss István (Komádi, 1906. március 1. – Budapest, 2005. december 25.) a Diákkaptár szövetség országos főtitkára, gimnáziumi tanár.

## Élete
Kiss István több generációra visszatekintő pedagógus család középső fia, aki édesapját kilenc éves korában elvesztve, testvéreivel együtt a debreceni Országos tanítói árvaházba került. Tanulmányait a Debreceni Református Kollégium Gimnáziumában, valamint a Magyar Királyi Tudományegyetem Tanárképző Intézetében végezte magyar szakon, majd ösztöndíjjal a párizsi Sorbonne egyetemen szerzett francia szakos tanári oklevelet. Neve számos alkalommal doktori címmel kiegészülve jelenik meg, de a cím megszerzéséről nem áll rendelkezésre dokumentum.

## Munkássága
Magyar-francia szakos tanári pályáját az 1857-ben alapított debreceni Kereskedelmi középiskolában kezdte. Korán bekapcsolódott a cserkész-mozgalomba, amelyben debreceni főcserkésszé vált, s ebben a rangjában - csapatával - résztvevője az 1933. évi gödöllői Jamboree, a 4. Cserkész Világdzsemborinak, ahol előadást is tart.
Kereskedelmi ismereteit hasznosította a cserkészetben, olyan csapatot kialakítva, amely az évközi gazdálkodási tevékenysége révén megteremtette a nyári táborozások költségeinek fedezetét. Ezirányú eredményeire felfigyelve került kapcsolatba a Magyar Országos Központi Takarékpénztárral, s kérték fel a Diákkaptár szövetség országos főtitkári teendőinek ellátására.
Aktívan vett részt a Fiatal Magyarság mozgalom, később szövetség munkájában, amiben a Tiszántúlt képviselte a 15 fős országos tanácsban.
A világháború után, 1945 februárjában munkába menet a „Málenkij robot” utcai begyűjtés keretében, polgári személyként Budapesten szovjet fogságba került, ahonnan 20 hónap múlva tért vissza. Diákkaptáros múltja miatt Tildy Zoltán köztársasági elnök 1947 novemberében – Diákkaptár főtitkári tevékenysége mellett - gimnáziumi igazgatónak nevezte ki. Az újraindított Diákkaptár szövetség 1948. évi megszüntetését követően a budapesti Toldy Ferenc gimnáziumba került, ahol igazgatóhelyettesként, tanári munkája mellett irányította a háborúban megsérült iskola romos északi szárnyának újjáépítését.
1955-ben megszervezte a Budai Főreáltanoda (a mai Toldy Ferenc gimnázium) 100 éves jubileumi ünnepségét, amely alkalomra megírta a Nyelvében él a nemzet című színdarabot. A 3 felvonásból és 5 képből álló, a Bach korszak ellenállási megnyilvánulásairól szóló, iskolatörténeti darab előadására, a szerző rendezésében és a gimnázium tanulóinak részvételével két alkalommal, 1955. januárban és februárjában a MOM Kultúrotthonában került sor. A darab szereplői között voltak a gimnázium később ismertté vált művészei, mint például Mécs Károly, vagy Szabó István filmrendező. A színdarab további előadásaira a szerző országos engedélyt kapott, azonban ennek kihasználását a történelmi események megakadályozták.
1956 októberében a gimnázium forradalmi bizottságának elnökévé választották, amelyet novembertől fegyelmi vizsgálat követett. A fegyelmi eljárás eredményeként – büntetésként – áthelyezték az Eötvös József Gimnáziumba, ahol átvette az onnan hasonló eljárás eredményeként a Toldy Ferenc gimnáziumba áthelyezett Antall József (későbbi miniszterelnök) osztályát, aki a Toldyban megkapta Kiss István osztályát.
Az Eötvös gimnáziumban a tanítás mellett 1958-ban megszervezte az iskola bélatelepi vízitelepének felépítését, 1978-ban a 125 éves jubileumra - hosszú évek szünetelése után - megszerkesztette és újra kiadta a gimnázium évkönyvét, az 1991-es években újraindította a cserkészcsapatot. Munkája során címzetes formában visszakapta a gimnáziumi igazgatói címét és „a Baráti Egyesület örökös elnökévé választotta Kiss István tanár urat”.

## Ismert tanítványai
- Jeszenszky Géza
- Mécs Károly színész
- Szabó István (filmrendező)